# Goeram Kasjia
Goeram Kasjia (Georgisch:გურამ კაშია) (Tbilisi, 4 juli 1987) is een Georgisch voetballer die als verdediger speelt. In Nederland is hij vooral bekend van zijn tijd als aanvoerder van Vitesse. Medio 2021 tekende hij bij ŠK Slovan Bratislava.

## Spelerscarrière

### FC Dinamo Tbilisi
Kasjia begon in Georgië bij Dinamo Tbilisi. Met de club won hij de landstitel, de beker en de supercup. Hij speelde in totaal 91 competitiewedstrijden, waarbij hij twaalf doelpunten maakte. In 2010 werd hij aangetrokken door Vitesse.

### Vitesse
De Georgiër Merab Zjordania kocht op 16 augustus 2010 de Arnhemse voetbalclub Vitesse. Bij zijn eerste persconferentie beloofde hij op korte termijn nieuwe spelers naar Vitesse te halen. In de twee weken na de aankoop van Vitesse werden er acht spelers toegevoegd aan de selectie, waaronder Kasjia. Hij maakte zijn debuut in de thuiswedstrijd tegen NAC Breda op 18 september 2010. De verdediger werd al snel een publiekslieveling. In 2011 werd hij verkozen als eerste aanvoerder van Vitesse. In 2017 won Kasjia met Vitesse de KNVB Beker. Bij zijn vertrek werd hij door de club benoemd tot Zilveren Vitessenaar. Hij kwam bij Vitesse tot 292 officiële optredens waarin hij 24 maal scoorde. Daarnaast is hij de Vitesse-speler met de meeste eredivisiewedstrijden achter zijn naam. Nummer twee op deze lijst is Theo Janssen met 242 duels.

#### UEFA EqualGame Award
In 2018 werd hij de eerste winnaar van de UEFA EqualGame Award, een nieuwe prijs van de UEFA die wordt toegekend aan een voetballer die als rolmodel heeft gediend in de strijd om gelijke rechten en diversiteit in het voetbal. Kasjia kreeg de prijs omdat hij in oktober 2017, tijdens een competitiewedstrijd van Vitesse, een aanvoerdersband in de kleuren van de regenboog droeg. De regenboogvlag is een symbool van voorvechters van gelijke rechten voor de LHBT-gemeenschap. In Georgië leidde het tot extreem negatieve en vijandelijke reacties. Daarnaast werd hij zelfs door sommige inwoners opgeroepen afscheid te nemen van de nationale ploeg. Kasjia maakte duidelijk dat die opmerkingen hem niet raakten en dat hij geen spijt had van het dragen van de regenboogaanvoerdersband. Ook na het winnen van de prijs werd er door een groep mensen in Tbilisi geprotesteerd tegen Kasjia.

### San Jose Earthquakes
Eind augustus 2018 gingen er geruchten dat Kasjia een overstap zou maken naar San Jose Earthquakes. Ook Kasjia zelf benadrukte dat hij een transfer wilde maken. Hij zou zijn contract tot juli 2020 respecteren, maar vroeg Vitesse ook om medewerking als er een mooie uitdaging op zijn pad zou komen. Op 14 juni 2018 werd bekend dat Kasjia de overstap maakte naar San Jose Earthquakes voor een transfersom van meerdere tonnen. Hij tekende voor tweeënhalf jaar in de Verenigde Staten, met een optie voor een extra jaar. Bij San Jose Earthquakes werd Kasjia herenigd met Valeri Kazaisjvili, zijn landgenoot en voormalig teamgenoot bij Vitesse. Kasjia maakte op 26 juli 2018 zijn debuut voor San Jose Earthquakes. Na het seizoen 2020 werd zijn contract niet verlengd.

### Lokomotivi Tbilisi
In 2021 keerde hij terug naar Georgië, waar hij ging spelen bij Lokomotivi Tbilisi. Kasjia kreeg rugnummer 4 toegewezen.

## Clubstatistieken
| Seizoen     | Club                 | Competitie      | Competitie | Competitie | Competitie | Beker | Beker | Beker | Internationaal | Internationaal | Internationaal | Totaal | Totaal | Totaal |
| Seizoen     | Club                 | Competitie      | Wed.       | Dlp.       | Ass.       | Wed.  | Dlp.  | Ass.  | Wed.           | Dlp.           | Ass.           | Wed.   | Dlp.   | Ass.   |
| ----------- | -------------------- | --------------- | ---------- | ---------- | ---------- | ----- | ----- | ----- | -------------- | -------------- | -------------- | ------ | ------ | ------ |
| 2006/07     | Dinamo Tbilisi       | Oemaghlesi Liga | 5          | 0          | 0          | 0     | 0     | 0     | —              | —              | —              | 5      | 0      | 0      |
| 2007/08     | Dinamo Tbilisi       | Oemaghlesi Liga | 4          | 0          | 1          | 0     | 0     | 0     | 3              | 0              | 0              | 7      | 0      | 1      |
| 2008/09     | Dinamo Tbilisi       | Oemaghlesi Liga | 9          | 1          | 0          | 1     | 0     | 0     | 4              | 1              | 0              | 14     | 2      | 0      |
| 2009/10     | Dinamo Tbilisi       | Oemaghlesi Liga | 33         | 8          | 0          | 7     | 1     | 0     | 4              | 1              | 0              | 44     | 10     | 0      |
| 2010/11     | Dinamo Tbilisi       | Oemaghlesi Liga | 2          | 0          | 0          | 0     | 0     | 0     | —              | —              | —              | 2      | 0      | 0      |
| Club Totaal | Club Totaal          | Club Totaal     | 53         | 9          | 1          | 8     | 1     | 0     | 11             | 2              | 0              | 72     | 12     | 1      |
| 2010/11     | Vitesse              | Eredivisie      | 28         | 3          | 1          | 3     | 0     | 0     | —              | —              | —              | 31     | 3      | 1      |
| 2011/12     | Vitesse              | Eredivisie      | 37         | 3          | 1          | 3     | 0     | 0     | —              | —              | —              | 40     | 3      | 1      |
| 2012/13     | Vitesse              | Eredivisie      | 33         | 2          | 3          | 4     | 0     | 0     | 4              | 0              | 0              | 41     | 2      | 3      |
| 2013/14     | Vitesse              | Eredivisie      | 33         | 2          | 3          | 2     | 1     | 0     | 2              | 0              | 0              | 37     | 3      | 3      |
| 2014/15     | Vitesse              | Eredivisie      | 30         | 2          | 2          | 2     | 0     | 0     | —              | —              | —              | 32     | 2      | 2      |
| 2015/16     | Vitesse              | Eredivisie      | 27         | 5          | 4          | 1     | 0     | 0     | 2              | 0              | 0              | 30     | 5      | 4      |
| 2016/17     | Vitesse              | Eredivisie      | 34         | 1          | 2          | 5     | 1     | 1     | —              | —              | —              | 39     | 2      | 3      |
| 2017/18     | Vitesse              | Eredivisie      | 36         | 4          | 1          | 1     | 0     | 0     | 6              | 0              | 0              | 43     | 4      | 1      |
| Club Totaal | Club Totaal          | Club Totaal     | 258        | 22         | 17         | 21    | 2     | 1     | 14             | 0              | 0              | 293    | 24     | 18     |
| 2018        | San Jose Earthquakes | MLS             | 12         | 0          | 1          | 0     | 0     | 0     | —              | —              | —              | 12     | 0      | 1      |
| 2019        | San Jose Earthquakes | MLS             | 23         | 0          | 0          | 1     | 0     | 0     | —              | —              | —              | 24     | 0      | 0      |
| 2020        | San Jose Earthquakes | MLS             | 8          | 0          | 0          | 0     | 0     | 0     | —              | —              | —              | 8      | 0      | 0      |
| Club Totaal | Club Totaal          | Club Totaal     | 43         | 0          | 1          | 1     | 0     | 0     | 0              | 0              | 0              | 44     | 0      | 1      |
| 2020/21     | Lokomotiv Tbilisi    | Oemaghlesi Liga | 16         | 4          | 1          | 1     | 0     | 0     | —              | —              | —              | 17     | 4      | 1      |
| Club Totaal | Club Totaal          | Club Totaal     | 16         | 4          | 1          | 1     | 0     | 0     | 0              | 0              | 0              | 17     | 4      | 1      |
| 2021/22     | Slovan Bratislava    | Fortuna Liga    | 24         | 2          | 0          | 3     | 0     | 0     | 13             | 1              | 1              | 40     | 3      | 1      |
| 2022/23     | Slovan Bratislava    | Fortuna Liga    | 22         | 2          | 1          | 3     | 0     | 0     | 15             | 2              | 1              | 40     | 4      | 2      |
| 2023/24     | Slovan Bratislava    | Fortuna Liga    | 24         | 2          | 0          | 2     | 0     | 0     | 13             | 0              | 0              | 39     | 2      | 0      |
| 2024/25     | Slovan Bratislava    | Fortuna Liga    | 26         | 2          | 0          | 4     | 2     | 0     | 16             | 0              | 0              | 46     | 4      | 0      |
| 2025/26     | Slovan Bratislava    | Fortuna Liga    | 0          | 0          | 0          | 0     | 0     | 0     | 1              | 0              | 0              | 1      | 0      | 0      |
| Club Totaal | Club Totaal          | Club Totaal     | 96         | 8          | 1          | 12    | 2     | 0     | 58             | 3              | 2              | 166    | 13     | 3      |
| TOTAAL      | TOTAAL               | TOTAAL          | 466        | 43         | 21         | 43    | 5     | 1     | 83             | 5              | 2              | 592    | 53     | 24     |

## Interlandcarrière
Goeram Kasjia speelt sinds 2009 in het Georgisch voetbalelftal. In een oefeninterland tegen Albanië op 10 juni 2009 maakte hij zijn debuut.
In december 2012 werd Kasjia uitgeroepen tot Georgisch voetballer van het jaar. Een jaar later werd hij wederom verkozen.
Kasjia werd op 22 mei 2024 door bondscoach Willy Sagnol opgenomen in de Georgische selectie voor het EK 2024 in Duitsland. Georgië eindigde bij zijn eerste deelname als derde in een groep met Turkije, Tsjechië en Portugal, waarna het in de achtste finales met 4–1 verloor van Spanje. Kasjia miste op het toernooi als aanvoerder geen minuut aan speeltijd.

## Erelijst
| Competitie              | Aantal            | Jaren             |                   |                   |
| FC Dinamo Tbilisi       | FC Dinamo Tbilisi | FC Dinamo Tbilisi | FC Dinamo Tbilisi | FC Dinamo Tbilisi |
| ----------------------- | ----------------- | ----------------- | ----------------- | ----------------- |
| Oemaghlesi Liga         | 1x                | 2007/08           |                   |                   |
| Georgische voetbalbeker | 1x                | 2009/10           |                   |                   |
| Georgische supercup     | 1x                | 2009              |                   |                   |
| Vitesse                 |                   |                   |                   |                   |
| KNVB Beker              | 1x                | 2016/17           |                   |                   |

Individueel
- UEFA EqualGame Award: 2018
- Georgisch voetballer van het jaar: 2012, 2013
- Vitesse-speler van het Jaar: 2016
- Zilveren Vitessenaar (sinds 2018)